# Premio Sor Juana Inés de la Cruz
Der Premio Sor Juana Inés de la Cruz ist ein Literaturpreis, der seit 1993 an spanisch schreibende Schriftstellerinnen vergeben wird. Die Preisvergabe wird von der Internationalen Buchmesse Guadalajara in Guadalajara, Mexiko organisiert. Jährlich wird ein Roman prämiert. Der Preis ist mit 10.000 US-Dollar dotiert (Stand 2025). Den Preisträgerinnen winkt außerdem eine Veröffentlichung ihres Werkes in englischer Übersetzung. Der Preis ist nach Juana Inés de la Cruz genannt.

## Preisträgerinnen, Herkunftsland und prämiertes Werk
- 1993 – Angelina Muñiz-Huberman (Mexiko)  für Dulcinea encantada
- 1994 – Marcela Serrano (Chile) für Nosotras que nos queremos tanto
- 1995 – Tatiana Lobo (Chile) für Asalto al paraíso
- 1996 – Elena Garro (Mexiko) für Busca mi esquela
- 1997 – Laura Restrepo (Kolumbien) für Dulce compañía
- 1998 – Silvia Molina (Mexiko) für El amor que me juraste
- 1999 – Sylvia Iparraguirre (Argentinien) für La tierra del fuego
- 2000 – Preis nicht vergeben
- 2001 – Cristina Rivera Garza (Mexiko) für Nadie me verá llora
- 2002 – Ana Gloria Moya (Argentinien) für Cielo de tambores
- 2003 – Margo Glantz (Mexiko) für El rastro
- 2004 – Cristina Sánchez-Andrade (Spanien) für Ya no pisa la tierra tu rey
- 2005 – Paloma Villegas (Mexiko) für Agosto y fuga
- 2006 – Claudia Amengual (Uruguay) für Desde las cenizas
- 2007 – Tununa Mercado (Argentinien) für Yo nunca te prometí la eternidad
- 2008 – Gioconda Belli (Nicaragua) für El Infinito en la palma de la mano
- 2009 – Cristina Rivera Garza (Mexiko) für La muerte me da
- 2010 – Claudia Piñeiro (Argentinien) für Las grietas de Jara
- 2011 – Almudena Grandes (Spanien) für Inés y la alegría
- 2012 – Lina Meruane (Chile) für Sangre en el ojo
- 2013 – Ana García Bergua (Mexiko) für La bomba de San José
- 2014 – Inés Fernández Moreno (Argentinien) für El cielo no existe
- 2015 – Perla Suez (Argentinien) für El país del diablo
- 2016 – Marina Perezagua (Spanien) für Yoro
- 2017 – Nona Fernández (Chile) für La dimensión desconocida
- 2018 – Clara Usón (Spanien) für El asesino tímido
- 2019 – María Gainza (Argentinien) für La luz negra
- 2020 – Camila Sosa Villada (Argentinien) für Las malas
- 2021 – Fernanda Trías (Uruguay) für Mugre rosa
- 2022 – Daniela Tarazona (Mexiko) für Isla partida
- 2023 – María Ospina Pizano (Kolumbien) für Solo un poco aquí
- 2024 – Gabriela Cabezón Cámara (Argentinien) für Las niñas del naranjel